# René Leibowitz
Pour les articles homonymes, voir Leibowitz.
René Leibowitz, né à Varsovie le 17 février 1913 et mort à Paris le 28 août 1972, est un chef d'orchestre, compositeur, théoricien et pédagogue français d'origine polonaise.

## Biographie
Sa famille s'installe à Paris en 1926. On ne sait pour quelle raison il a affirmé qu'entre 1930 et 1933, il avait étudié avec Arnold Schönberg à Berlin et avec Anton Webern à Vienne. En effet son nom est absent des carnets d'Anton Webern et ne figure dans la correspondance d'Arnold Schönberg qu'après la fin de la Seconde Guerre mondiale. De même, il paraît fort douteux qu'il ait étudié l'orchestration avec Ravel, lequel n'a eu que très peu d'élèves. Il en va de même pour ses études de direction d'orchestre avec Pierre Monteux.
Il est beaucoup plus probable qu'il doit sa formation au compositeur allemand Erich Itor Kahn, qui avait émigré en France pour fuir le régime hitlérien et qu'il rencontra à Paris en 1936.
Durant l'Occupation, il est obligé de se cacher, en raison de ses origines juives, dans la maison tropézienne de Louis Durey, mais prête son concours à la Résistance. Cette période de clandestinité forcée lui permet de composer ses premières œuvres, ainsi que les premières esquisses de ses livres théoriques sur le langage dodécaphonique. Après la Libération, il fait preuve d'une grande activité comme compositeur, théoricien, pédagogue, critique musical et enfin chef d'orchestre.
En tant que compositeur, il adopte le langage dodécaphonique, dont il devient l'un des défenseurs les plus passionnés. Il aura d'abord pour élèves Pierre Boulez et Serge Nigg (lesquels se sépareront assez vite de lui), André Casanova, Hans Werner Henze, Antoine Duhamel et, plus tard, Vinko Globokar, Michel Puig, Pierre Chan, Keith Humble, ainsi que le pionnier du computer art John Whitney
C'est le cousin de l'intellectuel israélien Yeshayahou Leibowitz.

## Citations
« Il n'y pas de musique possible sans Rubato ». (Cette remarque montre l'importance qu'il accordait au phrasé dans le langage musical).

« Si on nous demande maintenant s'il y a, pour le musicien, une possibilité de s'engager de manière totale, si son engagement peut avoir un sens et une répercussion sur le plan social, nous répondrons sans hésiter par l'affirmative. Le compositeur, qui se définit au sein d'une tradition dont il a saisi lucidement le sens, sait qu'il doit faire évoluer cette tradition sur la voie de la liberté et que là est sa véritable fonction vis-à-vis de ses contemporains. Il sait qu'une pareille évolution est le progrès même de la conscience musicale. Elle ne peut pas être dissociée de l'évolution et de la complexité croissante de la technique musicale qui en est la seule expression véritable... »

— R. Leibowitz, L'Artiste et sa conscience p. 86 (Ed. L'Arche)

« Le musicien engagé est celui qui, bravant l'ordre établi sur le plan musical, brave par là même l'ordre établi sur le plan social et collabore ainsi à l'instauration d'une société de liberté... »

— R. Leibowitz, op. cit, p. 87.

## Œuvre
René Leibowitz a composé de la musique orchestrale, des œuvres chambristes, de nombreuses mélodies et de nombreux opéras. Voici une liste par Opus, d'après Jacques-Louis Monod (Mobart Music Publication).
- op 1 - 1939 - Sonate pour piano (à Erich-Itor Kahn)
- 2 - 1939 - Dix Canons pour trio à vent
- 3 - 1940 - Quatuor no 1 (à Rudolpf Kolisch)
- 4 - 1941 - Symphonie
- 5 - 1942 - Double Concerto pour violon, piano et 17 instruments (Alban Berg in memoriam)
- 6 - 1942 - Six Songs pour voix de basse et piano (à Paul Dessau, à Henry Kahnweiller)
- 7 - 1943 - Tourist Death ARia pour soprano et orchestre de chambre
- 8 - 1943 - Four Piano Pieces  (edward Steuermann gewidmet)
- 9 - 1943 - Trois Chansons pour soprano et piano de Pablo Picasso
- 10 - 1944 - Concerto de Chambre pour 9 instruments
- 11 - 1944 - Quintette à Vent
- 12a - 1944 - Sonate pour violon et piano
- 12b -1944 - Sonate pour flûte et piano
- 13 - 1945 - Empedokles - Chœur mixte a cappella (F. Hölderlin) (Lucie Kahnweiller in memoriam)
- 14 - 1945 - Variations pour orchestre (à Max Deutsch)
- 15 - 1947 - L'Explication des Métaphores de Raymond Queneau
- 16 - 1948 - Symphonie de Chambre pour 12 instruments (à la mémoire d'Anton Webern)
- 17 - 1950   La Nuit close (1949) Drame Musical en 3 tableaux livret de Georges Limbour
- 18 - 1949- Four songs pour soprano et piano de Michel Leiris
- 19 - 1950 - Trois Pièces pour piano
- 20 - 1950 - Trio pour violon, violoncelle et piano (au Trio ALbeneri)
- 21 - 1950 - L'Emprise du Donné
- 22 - 1950 - Quatuor à Cordes no 2
- 23 - 1951 - Duo pour violoncelle et piano
- 24 - 1951 - Perpetuum Mobile : The City de William Carlos Williams, symphonie dramatique pour narrateur et orchestre
- 25 - 1951 - Five Songs pour soprano et piano (Abel, Williams, Joyce, Crane, Pound)
- 26 - 1952 - Quatuor à Cordes no 3
- 27 - 1952 - Fantasia pour piano (Arthur Schnabel in memoriam)
- 28 - 1952 - Six Short Pieces pour piano (pour André Casanova)
- 29 - 1952 - Five pieces pour clarinette et piano
- 30 - 1953 - La Circulaire de Minuit, opéra en 3 actes (livret de Georges Limbour)
- 31 - 1954 - Six Pièces pour orchestre (à Georges Auric)
- 32 - 1954 - Concerto pour piano et orchestre ; à Mary Jo
- 33 - 1955 - Traüme vom Tod und vom Leben (Hans ARp) Symphonie pour solistes, narrateur et chœur
- 34 - 1954 - Four Songs pour soprano et piano (James Joyce)
- 35 - 1954 - Concertino pour alto et orchestre de chambre
- 36 - 1955 - Rhapsodie Concertante pour violon et piano à Rudolf Kolisch
- 37 - 1955 - La Notte - Epigramma - A Se Stesso - choeur mixte a cappella (T. Tasso - Leopardi)
- 38 - 1955 - Serenade pour baryton et 8 instruments (Hölderlin - Brentano)
- 39 - 1956 - Symphonic Fantasia à la mémoire d'Erich-Itor Kahn
- 40 - 1956 - The Renegade (Abel), pour chœur mixte et 8 instruments
- 41 - 1956 - Capriccio pour soprano et 8 instruments, pour Ruth et Paul Dessau
- 42 - 1957 - Trio à cordes pour Mary Jo
- 43 - 1957 - Sonata quasi una Fantasia
- 44 - 1957 - Humoresque pour percussion pour Cora
- 45 - 1958 - Quatuor à Cordes no 4
- 46 - 1958 - Trois Poèmes de Georges Limbour à la mémoire de Maurice Ravel
- 47 - 1958 - Concertino pour piano à quatre mains
- 48 - 1958 - Ouverture pour orchestre, pour William Steinberg
- 49 - 1958 - Damocles cycle de chansons pour soprano et piano (Michel Leiris)
- 50 -  1958 - Concerto pour violon et orchestre à Ivry Gitlis
- 51 - 1959 - Trois Bagatelles pour orchestre à cordes
- 52 - 1959 - Art for Art's sake, une fantaisie pour orchestre de jazz à mon ami Art Simmons
- 53 - 1960 - Concertino pour trombone et orchestre à Vinko Globokar
- 54 - 1960 - Marijuana variation sérieuse
- 55 - 1961 - Sinfonietta da camera, à Luigi Rognoni
- 56 - 1961 - Fantasia pour violon solo, à George Tessier
- 57 - 1961 - Introduction, Funeral March and Fanfare in memoriam Arturo Toscanini
- 58 - 1962 - Concerto pour violoncelle et orchestre, à A. Baldevino
- 59 - 1963 - Quatuor à cordes no 5
- 60 - 1963 - Les Espagnols à Venise, opéra bouffe en 1 acte (livret de Georges Limbour) (créé en 1970 à Grenoble, joué à l'opéra de Lille en 1985) à Zette et Michel Leiris
- 61 - 1963 - Quatre Bagatelle pour trombone et piano  à la mémoire de Tristan Tzara
- 62 - 1964 - Toccata pour piano - à Monique et Claude Levi-Strauss (créé au festival d'Angers-France Culture 1984)
- 63 - 1965 - Symphonic Rhapsody
- 64 - 1965 - Trois études miniatures pour piano à Silvia et Carlos Tuxen-Bang
- 65 - 1965 - Quatuor à cordes no 6 - à la mémoire d'Eduard Steuermann
- 66 - 1965 - Suite pour violon et piano - pour Mary Jo
- 67 - 1965 - Two songs pour soprano et piano  d'Aimé Césaire
- 68 - 1965 - A prayer, cantate symphonique de James Joyce
- 69 - 1966 - Sonatine pour flûte, alto et harpe, à Michel Puig
- 70 - 1966 - Trois caprices pour vibraphone, à Jean-Pierre Drouet
- 71 - 1966 - Two Settings after William Blake, cheour mixte a cappella pour Mary Jo
- 72 - 1966 - Quatuor à Cordes no 7, pour Cora
- 73 - 1966 - Trois Poèmes de Georges Bataille pour voix de basse et piano - à la mémoire de Georges Bataille
- 74 - 1967 - Motifs pour narrateur, flûte, clarinette, violon et violoncelle de Georges Limbour
- 75 - 1966 - Short Suite for piano
- 76a -1966 - Deux Poèmes pour soprano et piano de Michel Leiris
- 76b -1966 - Chanson Dada de Tristan Tzara
- 77 - 1967 - Sonnet
- 78 - 1967 - Rondo Capriccioso pour piano
- 79 - 1967 - Capriccio pour flûte et orchestre à cordes
- 80 - 1967 - Four Songs pour voix et piano de Carl Einstein (Che Guevara in memoriam)
- 81 - 1967 - Suite pour 9 instruments à David Montgomery
- 82 - 1968 - Legend à Franco Manino
- 83 - 1968 - Quatuor à Cordes no 8 pour Raymond Cicurel
- 84 - 1969 - Saxophone Quartet, au quatuor de saxophones de Lyon
- 85 - 1969 - Labyrinthe, Drame musical en 1 acte d'après Baudelaire
- 86 - 1969 - Four Settings of Paul Celan pour basse et piano
- 87 - 1970 - Three Intermezzos pour piano
- 88 - 1970 - Laboratoire Central, petite Cantate pour narrateur, chœur de femmes et orchestre de chambre de Max Jacob à la mémoire de Georges Limbour
- 89 - 1970 - Scene et Aria pour soprano et orchestre
- 90 - 1970 - Sextet de Clarinette
- 91 - 1971-72 - Todos Caeran, opéra en deux actes et 5 tableaux, livret de René Leibowitz - pour Antoinette
- 92 - 1971 - Trois poèmes de Pierre Reverdy pour quatuor vocal et piano
- 93 - 1972 - Quatuor à Cordes no 9

## Répertoire
Il dirigea une intégrale des symphonies de Beethoven, avec le Royal Philharmonic Orchestra, qui apparaît, en son temps, comme une des premières tentatives de corriger les interprétations courantes et de revenir aux manuscrits originaux. Une telle approche, d'abord sous-estimée, s'impose de nos jours comme essentielle pour saisir l'évolution historique du concept d'interprétation.

## Écrits
- Schœnberg et son école : l'étape contemporaine du langage musical, Paris, Janin, 1947.
- Qu'est-ce que la musique de douze sons ? Le Concerto pour neuf instruments op. 24, d'Anton Webern, Liège, Éd. Dynamo, 1948.
- Introduction à la musique de douze sons : les Variations pour orchestre op. 31, d'Arnold Schoenberg, Paris, L'Arche, 1949.
- L'artiste et sa conscience : esquisse d'une dialectique de la conscience artistique, préface de Jean-Paul Sartre, Paris, L'Arche, 1950.
- Scènes de la vie musicale américaine, Liège, Éd. Dynamo, 1950.
- L'évolution de la musique : de Bach à Schœnberg, Paris, Corrêa, 1951.
- Sibelius, le plus mauvais compositeur du monde, Liège, Éd. Dynamo, 1951
- Histoire de l'opéra, Paris, Buchet-Chastel, 1957.
- Erich Itor Kahn : un grand représentant de la musique contemporaine, Paris, Buchet-Chastel, 1958.
- Schoenberg, Paris, coll. « Solfèges », Éd. du Seuil, 1969.
- Le compositeur et son double : essais sur l'interprétation musicale, Paris, Gallimard, 1971.
- Les fantômes de l'opéra : essais sur le théâtre lyrique, Paris, Gallimard, 1972.
- Nombreux articles parus dans diverses revues, en particulier Les Temps modernes.

## Nots et références
1. ↑  Acte de décès (avec date et lieu de naissance) à Paris 16e, n° 1268, vue 30/31.